# Draga Mašin
Pour les articles homonymes, voir Draga et Masin.
 (juin 2024).
Si vous disposez d'ouvrages ou d'articles de référence ou si vous connaissez des sites web de qualité traitant du thème abordé ici, merci de compléter l'article en donnant les références utiles à sa vérifiabilité et en les liant à la section « Notes et références ».
Titre
Reine consort de Serbie
5 août 1900 – 11 juin 1903
(2 ans, 10 mois et 6 jours)
Draga Mašin (en serbe cyrillique Драга Машин), née Draga Lunjevica le 23 septembre 1861 à Gornji Milanovac et morte le 11 juin 1903 à Belgrade, également appelée la reine Draga, est l'épouse du roi Alexandre Ier de Serbie. 

## Biographie
Draga est la fille de Panta Lunjevica, un notable et préfet de la région d'Aranđelovac, et d'Anđelija Koljević. Son grand-père Nikola Milićević Lunjevica (1776-1842), avait participé à l'insurrection de Takovo en 1815. 
En 1883, elle épouse Svetozar Mašin, un ingénieur civil tchèque. Après la mort de son mari en 1886, Draga Mašin s'installe à Petrovac na Mlavi.
Veuve et sans grandes ressources, Draga se rapproche de la bonne société de Belgrade et parvient à devenir dame de compagnie de la reine Natalija Obrenović dont le fils Alexandre accède au trône en 1889. C'est en 1897, à la suite d'une visite à sa mère à Biarritz où elle réside, que le roi tombe amoureux de Draga qui a douze ans de plus que lui. Malgré l'opposition de la reine-mère, de son père l'ancien roi Milan, du gouvernement et du peuple serbe, Alexandre épouse Draga le 5 août 1900.
Mais l'opinion publique, défavorable, se retourne contre le roi. Un grand nombre de décisions impopulaires sont alors imputées à l'influence de la reine Draga. Selon la rumeur, le frère de celle-ci deviendrait l'héritier du trône de Serbie.
Le 11 juin 1903, un groupe d'officiers nationalistes, membres de la Main noire dirigés par Dragutin Dimitrijević dit « Apis », renverse et assassine le roi et la reine lors du coup d'État de mai. Assassinés en plein palais royal, leurs corps mutilés sont jetés par une fenêtre. 
Parmi les conjurés se trouve Aleksandar Mašin, ex-beau-frère de la reine. Cet épisode sanglant met un terme à la dynastie des Obrenović. Les auteurs du coup d'État soutiennent en effet la dynastie rivale des Karageorgévitch, qui accède au trône grâce à ce meurtre sans y avoir participé, en la personne de Pierre Ier.
La reine Draga et le roi Alexandre sont enterrés à l'église Saint-Marc de Belgrade.